# Adolf Terschak

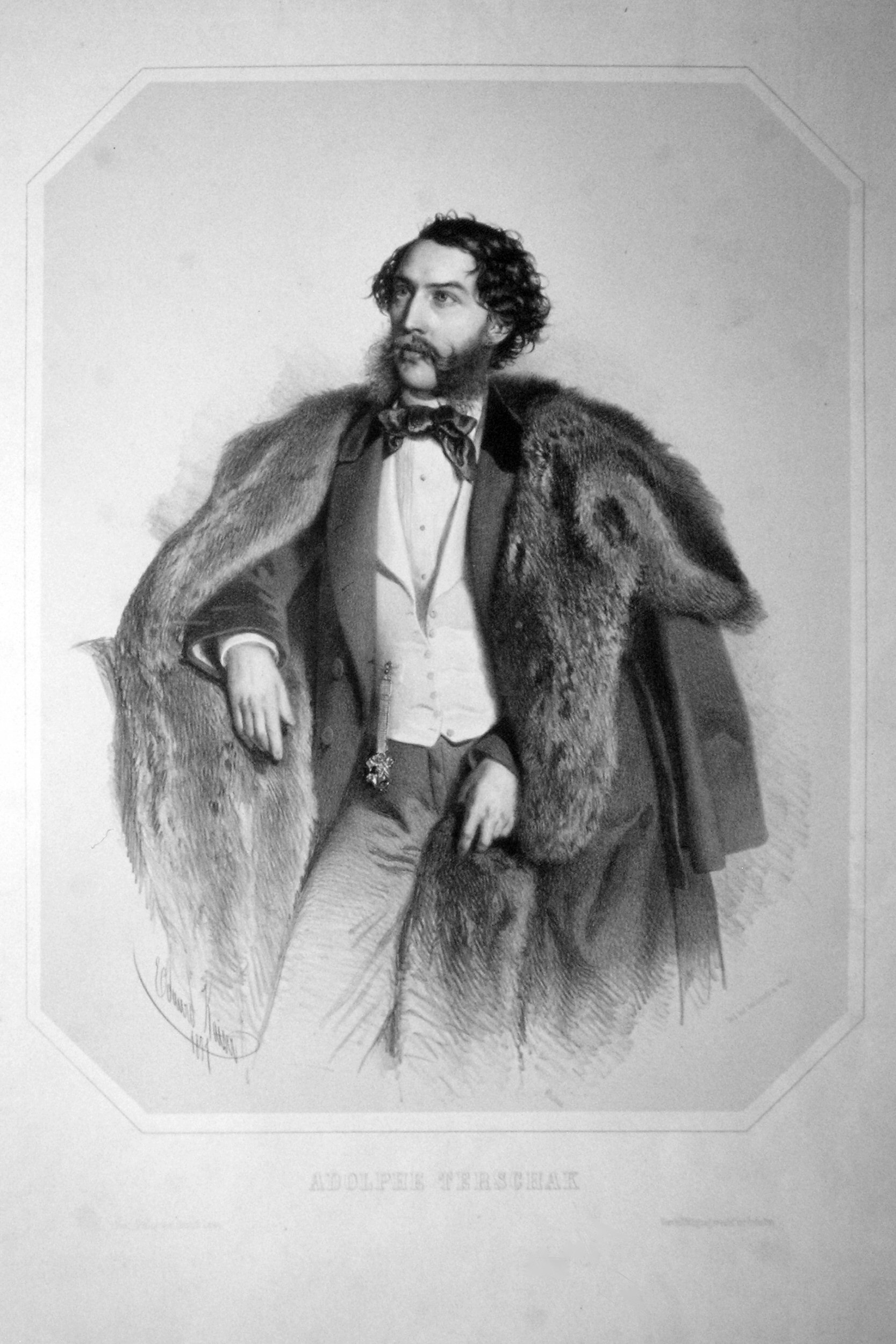
Adolf Terschak, Lithographie von Eduard Kaiser, 1850

Adolf Terschak (* 6. April 1832 in Prag; † 3. Oktober 1901 in Breslau) war ein österreich-ungarischer Flötist und Komponist.

## Leben
Terschak wuchs in Hermannstadt auf, weshalb er später auch als ungarischer Musikant bezeichnet wurde. Er studierte dann am Wiener Konservatorium in Franz Joseph Zierers Flötenklasse und Simon Sechters Kompositionsklasse.
Nach dem Abschluss des Konservatoriums 1852 ging Terschak fortwährend auf Gastspielreisen in der Schweiz, in Frankreich, in Belgien und in den Niederlanden. 1852 gastierte er in St. Petersburg und 1856 in Moskau. 1876 und 1881 trat er in Norwegen auf und bekam den Sankt-Olav-Orden für sein Werk Nordlands Bilder (Opus 164). 1878 gastierte er in England und lebte dann einige Zeit in Konstantinopel und München. Anfang der 1880er Jahre gab er Konzerte in Ungarn, Rumänien und im Nahen Osten.
Darauf machte Terschak lange Reisen in Russland. 1887 gab er Konzerte in Dagestan und Kaukasien, 1888 in Charkow und Tomsk. Es folgten Irkutsk und Ende 1890 Wladiwostok auf dem Wege nach China und Japan. In Japan blieb er eineinhalb Jahre und kehrte dann über Wladiwostok mit Konzerten in Blagoweschtschensk, Nertschinsk und Irkutsk 1893 nach Moskau zurück. Seine sibirische Reise erregte Aufsehen, so dass die London Daily News und The New York Times darüber berichteten. Auf der nächsten Gastspielreise nach Taschkent zog er sich eine Lungenentzündung zu, so dass er nur unter großer Mühe nach St. Petersburg kam und erst nach einigen Monaten der Heilung wieder nach Moskau. Schließlich reiste er nach Breslau ab.
Terschak spielte die Flöte des einfachen Wiener Systems, die die Wiener Firma Ziegler 1850 für ihn hergestellt hatte. 1865 besuchte er Theobald Böhm in München und wurde mit dessen Flöte bekannt, mit der er aber keinen Ton hervorbrachte, so dass er sie für minderwertig hielt. 1878 besuchte er in England die Flötenbauwerkstatt Rudall & Carte. Er erklärte dort, dass man mit der Böhm-Flöte seine Werke nicht spielen könne, worauf der englische führende Flötist John Radcliff Terschaks Stück mit der Böhm-Flöte vom Blatt spielte und Terschak im Zorn die Werkstatt verließ.
Terschak komponierte mehr als 200 Salonmusikstücke für Flöte, die nach Böhm viel Lärm um nichts machten und eher Fingerübungen als Stücke für Solisten waren. Immerhin wurden Terschaks Virtuosenstücke von den Professoren Ferdinand Büchner und Wilhelm Kretschmann für die Ausbildung ihrer Meisterschüler benutzt. Terschaks Stücke wurden von Wladimir Zybin und Nikolai Platonow häufig in die Übungsprogramme für Konservatorien aufgenommen.